# 泉大八
泉 大八（いずみ だいはち、1928年8月25日 - ）は、日本の小説家。本名は百武 平八郎（ひゃくたけ へいはちろう）。鹿児島県出身。

## 概要
職業軍人の家庭に生まれ、自身も陸軍予科士官学校へ進学したが終戦後は電電公社（NTTの前身）で組合活動をしながらプロレタリア文学を執筆し、芥川賞候補となる。
1960年代後半に電電公社を退社して専業作家となってからは官能小説に転じ、宇能鴻一郎や川上宗薫と並ぶ「ポルノご三家」と評されていた。

## 来歴
1928年（昭和3年）8月25日、鹿児島県出水郡出水町（現在の出水市）に生まれる。祖父は肥前国佐賀藩の出で、出水へ移り鍛冶屋を営んでいた。元海軍大将・侍従長の百武三郎は祖父の親類に当たる。
本名の「平八郎」は、東郷平八郎にあやかって祖父に命名された。父は陸軍の航空兵であったが、泉の出生から2か月前に鴨緑江で墜落事故により死亡し、助産師の母に育てられる。熊本の陸軍幼年学校を経て、陸軍予科士官学校に第61期生として入学した。

### 「最後の軍歌」を作詞
陸軍予科士官学校の疎開先であった群馬県吾妻郡中之条町で終戦を迎え、この時に泉が所属していた「富士隊」の中隊長より「未曽有の事態に直面した今、志の程を示すべし」として隊員を対象に軍歌の歌詞募集が行われた。審査の結果、泉が作詞した「再起の歌」（作曲・井上真之助）と吉江伯方が作詞した「八・一五の歌」（旋律は「昭和維新の歌」の替え歌）の2篇が入選となり、後年にテイチクから「陸軍予科士官学校校歌」と合わせてレコード化されたこの2曲は「最後の軍歌」とも評されている。
だが、武装解除に伴う混乱からガリ版刷りで配布された2曲の歌詞には作詞・作曲者のクレジットがなかったため、レコードの歌詞カードでは作詞者の名義が「富士隊生徒合作」とされており、作成から29年後に吉江が「再起の歌」は泉が作詞したものであると証言して実作者が特定された。

### 小説家デビュー、芥川賞候補に
陸軍予科士官学校61期生は終戦によって卒業することなく復員扱いとなったため、旧制第七高校造士館理科へ編入したが上京を志願して中退し、旧制第一高校を受験したものの不合格になった。以降は出版社やキャバレーでアルバイトをしながら公務員試験で技術職5級に合格し技師として電電公社へ入社、労働組合で活動に従事する。
1959年に日本共産党の機関紙『アカハタ』へ投稿した「空想党員」が入選しデビュー。ペンネーム「泉大八」は出身地の出水と宮崎県の民謡「ひえつき節」に謳われる鎌倉時代の武士・那須大八郎から採ったとしている。1960年に『新日本文学』7月号掲載の「ブレーメン分会」で芥川賞候補となった。
1962年2月、前年の日本共産党第8回大会に関し安部公房（「空想党員」が入賞したときの選者のひとり）や武井昭夫らと共に党の中央指導部を批判する文書を公表したことを理由として、除名処分となった。

### 官能小説への転向
1966年、講談社『群像』9月号に官能小説第1作として『ある朝、いつもの時間に』を発表する。この転向劇は坪内祐三の回顧によれば『小説現代』の第2代編集長であった大村彦次郎が芥川賞受賞者の宇能鴻一郎に官能小説を書かせてヒットしたことを受けて泉や川上宗薫らを次々と起用した流れだとされるが、江藤淳は「軽佻浮薄というほかない愚作。才筆の乱費を惜しむ」と辛辣な評価を下している。
1968年に電電公社を退社して以降は明確に官能小説へ軸足を移し、1970年代にはスポーツ新聞各紙の連載で主に「痴漢モノ」を執筆して人気を集めた。昭和末期から平成初期は桃園書房『小説CLUB』をはじめ、各社の文庫本やノベルスで執筆していた。

## 著書
- 『アクチュアルな女』三一書房 1961
- 『お早よう日本海』河出書房新社 1965
- 『欲望のラッシュ』講談社 1967
- 『ラブの戦場』講談社 1968
- 『瘋癲通勤日記』講談社 1968
- 『前夜の怪談』講談社 1968
- 『陽気な痴女たち』講談社 1969
- 『優雅な痴人たち』講談社 1969
- 『ブルーの大統領』毎日新聞社 1969
- 『夫婦百景』講談社 1969
- 『狩猟の歌がきこえる』講談社 1970
- 『愛の黙劇』講談社 1970
- 『少女熱愛』講談社 1970
- 『舌には舌を』講談社 1970
- 『浮気見学』講談社 1970
- 『こんな性の話もある』KKベストセラーズ 1970
- 『五日妻』青樹社 1971
- 『ヘンな体験』ベストセラー・ノベルス 1972
- 『愛好航路』青樹社 1972
- 『かけもち妻』青樹社 1972
- 『少女の薄化粧』青樹社 1973
- 『虚婚旅行』青樹社 1973
- 『性教育ママ』正続 青樹社, 1974
- 『うわき妻』青樹社 1974
- 『ビバ女子大生』番町書房 1974
- 『OLちゃん』青樹社 1974
- 『団地妻』青樹社 1974
- 『ヤングレディの体験旅行』青樹社 1975
- 『ふたり妻』青樹社 1975
- 『体験ざかり』サンケイノベルス 1975
- 『マルチ妻』青樹社 1975
- 『変身妻』青樹社 1975
- 『熱いのが好き 独身男性のおんな研究』桃園書房 1976
- 『犯しっこ』青樹社(Big books)1976
- 『いつもほんわか』実業之日本社 1976年
- 『あたっく魔くん』双葉新書 1976
- 『ジュンちゃん』双葉新書 1976
- 『感じちゃう』青樹社(Big books)1976
- 『フレッシュ体験』実業之日本社(Joy novels)1976
- 『疎外パパ』青樹社(Big books)1977
- 『露出かくし 青樹社(Big books)1977
- 『ミセスの欲望』講談社(ロマン・ブックス)1978
- 『ヤングミセスの冒険』桃園書房 1978.7
- 『セクシーって好き!』青樹社(Big books)1978
- 『薄化粧』ロングセラーズ 1978.12 (ムックの本)1978
- 『女子大生の金曜日』廣済堂出版(Kosaido blue books)1978
- 『いま、いい?　大人の童話集』青樹社 1979
- 『スリル好き!』桃園書房 1979.5
- 『愛しっこ』青樹社(Big books)1979
- 『夜々のOL』実業之日本社(Joy novels)1979
- 『ラブ・ファミリー』講談社(ロマン・ブックス)1979
- 『せっくす個人教授』（廣済堂出版・1980年）
- 『モテる条件』青樹社(Big books)1980
- 『スキン・ラブ』桃園書房 1980.9
- 『媚女づくり 官能カウンセラー小説』実業之日本社(Joy novels)1981
- 『奥さまどうぞ 大人の童話集』青樹社(Big books)1981
- 『好き好き』広済堂出版(Kosaido blue books)1982
- 『浮気妻団地』大陸書房(快感ポルノシリーズ)1982
- 『さそわないで 大人の童話集』青樹社(Big books)1982
- 『濡れてパープル 12星座の女ラブロマン』実業之日本社(Joy novels)1983
- 『食べたくなっちゃう』サンケイ出版 1983.11
- 『浮気見学』青樹社(Big books)1983
- 『土曜日の誘惑 大人の童話集』青樹社(Big books)1983
- 『いま、いい? 大人の童話集』青樹社 (Big books) 1984.6
- 『セクシートラベル』桃園文庫 1986
- 『のぞかせ上手』桃園文庫 1986.9
- 『OLヨウ子のアバンチュール』グリーンアロー出版社 1988

### 映画化作品
- 『凄い奴ら』東宝 1971
- 『性教育ママ』にっかつ 1973
- 『感じるんです』にっかつ 1976
- 『泉大八の犯しっこ』にっかつ 1978
- 『泉大八の女子大生の金曜日』にっかつ 1979

### 漫画原作
- 『青春海流』（青池保子・画）講談社『週刊少女フレンド』連載 - 原作は「お早よう日本海」[11]。
- 『セクシー社外授業』（三上タロー・画）双葉社
- 『らぶトレーニング』（三上タロー・画）双葉社
- 『女子大生の金曜日』（三上タロー・画）双葉社
- 『浮気ぴんぴん』（横山まさみち・画）双葉社
- 『悩殺あそび』（横山まさみち・画）双葉社